# Heriades angustulus
Heriades angustulus är en biart som beskrevs av Cockerell 1937. Heriades angustulus ingår i släktet väggbin, och familjen buksamlarbin. Inga underarter finns listade i Catalogue of Life.